# 조시 보먼
조시 보먼(Josh Bowman, 1988년 3월 4일 ~ )은 잉글랜드의 배우이다.

## 출연 작품
- 타임 애프터 타임 (2017)
- 레벨 업 (2016)
- 리벤지 2 (2012)
- 리벤지 1 (2011)